# Idestrup Sogn
Idestrup Sogn 
ist eine Kirchspielsgemeinde (dän.: Sogn)
auf der Insel Falster im südlichen Dänemark.
Bis 1970 gehörte sie zur Harde Falsters Sønder Herred im damaligen Maribo Amt, danach zur Sydfalster Kommune im Storstrøms Amt, die im Zuge der  Kommunalreform zum 1. Januar 2007 in der Guldborgsund Kommune in der Region Sjælland aufgegangen ist.
Im Kirchspiel leben 1880 Einwohner, davon 1125 im Kirchdorf (Stand: 1. Januar 2023).
Im Kirchspiel liegt die Kirche „Idestrup Kirke“.
Nachbargemeinden sind im Süden Væggerløse Sogn, im Westen Nykøbing Falster Sogn im Nordwesten Systofte Sogn und  im Norden Nørre Ørslev Sogn, Sønder Kirkeby Sogn und Sønder Alslev Sogn.